# Камбоджийско-сербские отношения
Сербско-камбоджийские отношения — двусторонние отношения между Республикой Сербия и Королевством Камбоджа.
Дипломатические отношения между Камбоджей и Югославией были официально установлены в 1956 году. 
В начале 1950-х годов Югославию посещал Салот Сар (более известный как Пол Пот), который был сотрудником международной бригады, занимавшейся строительством дорог. Будущий лидер Красных Кхмеров был впечатлен массовой коллективизацией и широкой мобилизацией населения к общественным работам, проводимых в рамках строительства социализма.
После почти четырехлетнего перерыва в 2011 году Камбоджа и Сербия объявили о возобновлении двусторонних отношений, обе страны пообещали друг другу политическую поддержку на международном уровне. Камбоджа поддерживает позицию сербских властей по Косово и стоит на принципе территориальной целостности Сербии.